# Пйотровиці (Клодзький повіт)
Пйотровиці (пол. Piotrowice, нім. Herrnpetersdorf) — село в Польщі, у гміні Бистшиця-Клодзька Клодзького повіту Нижньосілезького воєводства.
Населення — 43 особи (2011).
У 1975-1998 роках село належало до Валбжиського воєводства.

## Демографія
Демографічна структура станом на 31 березня 2011 року:
|          | Загалом | Допрацездатний вік | Працездатний вік | Постпрацездатний вік |
| -------- | ------- | ------------------ | ---------------- | -------------------- |
| Чоловіки | 19      | 4                  | 14               | 1                    |
| Жінки    | 24      | 7                  | 14               | 3                    |
| Разом    | 43      | 11                 | 28               | 4                    |